# محمدحسین صدر اصفهانی

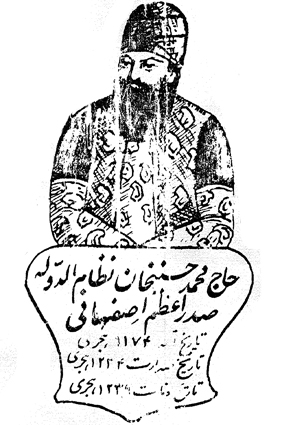
حاج محمد حسین خان نظام الدوله صدر اصفهانی

محمدحسین‌خان صدر اصفهانی (زاده ۱۱۸۵ ه‍.ق ۱۷۵۸ م در اصفهان – درگذشته ۱۲۳۹ ه‍.ق ۱۸۲۳ م در تهران) ملقب به صدر اصفهانی، امین‌الدوله و مستوفی‌الممالک، داماد حاج ابراهیم کلانتر، باجناغ میرزا ابوالحسن شیرازی و سومین صدراعظم فتحعلی‌شاه بود.
فرزند محمدعلی و نوهٔ محمدرحیم علوفه‌فروش، در اصفهان به دنیا آمد و از افراد ثروتمند بود. در سال ۱۱۹۳ ق هنگامی که آغا محمد خان به واسطهٔ فوت کریم خان از شیراز فرار کرد به منزل محمدحسین‌خان آمد و از او پذیرایی به عمل آمد. بعدها آغا محمدخان در سال ۱۲۰۹ قمری او را به سمت بیگلربیگی اصفهان منصوب کرد و در همین زمان او با دختر حاج ابراهیم ازدواج کرد.
محمدحسین خان تا زمانی که آغامحمدخان زنده بود، حاکم اصفهان بود. بعد از کشته شدن آغامحمدخان، فتحعلی‌شاه از شیراز به طرف تهران حرکت کرد. در اصفهان مورد پذیرایی حاج محمدحسین خان قرار گرفته و شاه جوان او را به تهران برد.
در سال ۱۲۲۱ قمری فتحعلی شاه کابینهٔ کوچکی مرکب از ۴ وزیر تحت عنوان وزرای اربعه تشکیل داد که اعضای آن عبارت بودند از: ۱- میرزا محمد شفیع، وزیر اول ۲- محمدحسین خان امین‌الدولهٔ اصفهانی، مستوفی‌الممالک و وزیر ثانی ۳- میرزا رضاقلی نوایی وزیر داخله و منشی‌الممالک ۴- هدایت‌الله تفرشی وزیر لشکر.
بدین ترتیب وزیر ثانی شد و میرزا ابوالحسن شیرازی باجناغ خود را برای سفارت انگلستان به فتحعلی شاه معرفی کرد. در سال ۱۲۳۴ قمری میرزا شفیع درگذشت و با این که میرزا عیسی قایم مقام فراهانی، پیشکار عباس میرزا در آذربایجان قائم مقام صدارت بود، و علی‌القاعده می‌بایست او جانشین میرزا شفیع شود، فتحعلی شاه حاج محمدحسین خان اصفهانی را به صدراعظمی برگزید و لقب امین‌الدوله را به پسر ارشد او عبداله خان داد. 
وی در ۱۲۳۹ قمری به مرض یرقان در گذشت و در مدرسهٔ صدر در نجف اشرف مدفون و صدارت و پس از او به فرزندش عبدالله رسید.

## مناصب و مشاغل

### در مقام نایب‌الحکومه
منطقهٔ اصفهان (از ۱۲۱۲ ه‍.ق)
در سال ۱۲۱۲ ه‍.ق محمدعلی خان قاجار از جانب فتحعلی شاه، حکومت اصفهان را به عهده داشت و حاج محمدحسین خان پیشکار وی بود. در سال ۱۲۱۳ ه‍.ق حسینقلی خان برادر فتحعلی شاه که والی شیراز بود به خیال رسیدن به سلطنت، به سمت تهران حرکت کرد. محمدعلی خان قاجار و حاج محمدحسین از اصفهان فرار کردند اما بعد از اینکه فتحعلی شاه نیروهای حسینقلی خان را شکست داد، مجدداً حاج محمدحسین به سمت بیگلربیگی اصفهان منصوب گردید. چند سال بعد دوباره حسینقلی خان سرکشی نمود و حاج محمدحسین را از بیگلربیگی اصفهان معزول کرد. محمدحسین خان هنگامی که بیگلربیگی اصفهان بود دختری ارمنی به نام طاووس خانم از ارمنی‌های ساکن در جلفای اصفهان را برای شاه در نظر گرفت که سوگلی فتحعلی شاه شد.

### در مقام وزیر
استیفای ممالک (وزارت مالیهٔ ایران) (از ۱۲۲۱ تا ۱۲۲۸ ه‍.ق)
فتحعلی شاه در سال ۱۲۲۱ ه‍.ق کابینه کوچکی تحت عنوان وزرای اربعه تشکیل داد که محمدحسین خان با لقب امین‌الدوله منصب مستوفی‌الممالکی را عهده‌دار شد و در این منصب برقراری مواجب و محاسبه مالیات ولایات و صدور برات و … با او بود. از نظر سیاسی حاجی محمدحسین خان امین‌الدوله به همراه میرزا شفیع در سال ۱۲۲۲ ه‍.ق پیمان دوستی ایران و فرانسه را در زمان مسافرت ژنرال گاردان امضاء نمود. در سال ۱۲۲۳ ه‍.ق هنگام ورود سِر هارفورد جونز سفیر انگلیس به تهران، مهماندار او بود.

### در مقام حاکم
منطقهٔ فارس (از ۱۲۲۸ تا ۱۲۳۴ ه‍.ق)
در ۱۲۲۸ ه‍.ق فتحعلی شاه، محمدحسین خان امین‌الدوله را به نظام‌الدوله ملقب و به ایالات فارس و عراق فرستاد و پسرش را مستوفی الممالک کرد.

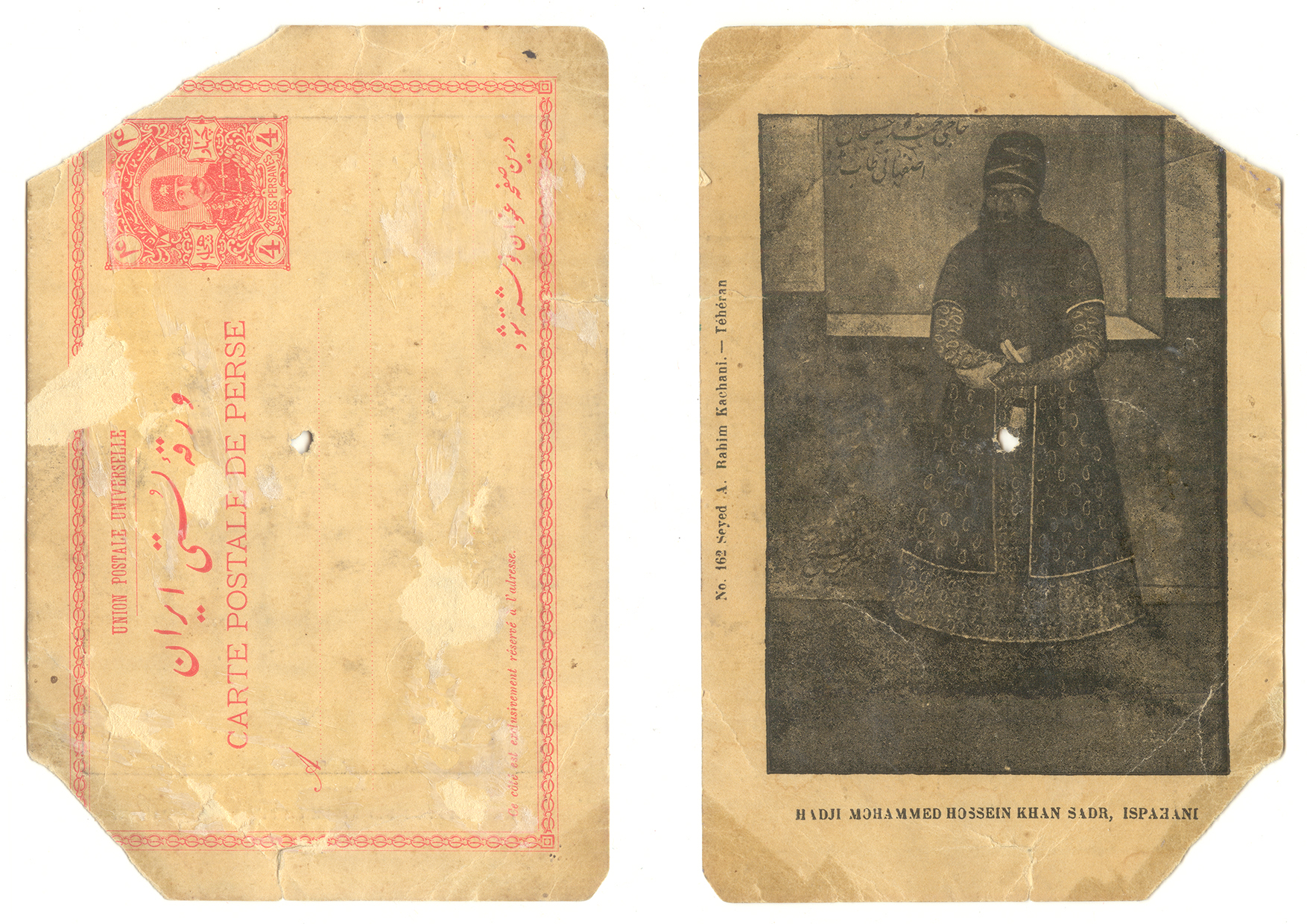
ورقه پستی ایران با تصویر صدر

### در مقام صدراعظم
حکومت قاجار (از ۱۲۳۴ه‍.ق ۱۸۱۸م تا ۱۲۳۹ ه‍.ق ۱۸۲۳م)
پس از فوت میرزا شفیع صدراعظم، حاج محمدحسین خان نظام‌الدوله به جانشینی وی برگزیده شد و از این زمان به «صدر اصفهانی» معروف گردید. دوران صدارت حاجی محمدحسین خان با نومیدی ایرانیان در اثر شکست از سپاهیان روسیه و انعقاد قرارداد گلستان مصادف بود. تنها واقعه سیاسی در دوران صدارت نظام‌الدوله حمله ایران به خاک عثمانی بود که به دلیل تحریک روس‌ها، اغوای عشایر مرزنشین در کردستان و آذربایجان و میل باطنی عباس میرزا برای جنگ با عثمانی و جبران شکست از روس‌ها رخ داد. درگیری‌های مرزی در ۱۲۳۷ ه‍.ق با شکست قوای عثمانی و تقاضای صلح و مذاکرات منجر به عهدنامه ارزروم پایان یافت.

### ساخت و توسعه بناهای عمومی
صدر اصفهانی بانیِ ساخت و توسعه اماکن عمومی زیادی در ایران بود، از آن جمله می‌توان به موارد زیر اشاره کرد:
- مدرسه صدر بازار بزرگ
- مدرسه صدر خواجو
- باغ هفت حوض
- مدرسه و مسجد پای قلعه در گذر خان منتهی به خیابان نشاط
- از آثار خیر دیگری که از او باقیست قلعه نجف اشرف است. این قلعه که به همت آن مرحوم بنا شد دارای برج‌های متعدد است و زواری که از آن دیدن نموده متفق‌القول می‌گویند مرحوم صدر با بنای این قلعه خدمت بزرگی به زوار مشهد حضرت امیر نموده است.[۱]
- عمارت صدری
- خیابان چهارباغ خواجو یا چهارباغ نو یا فتح‌آباد منتسب به فتحعلی‌شاه قاجار
- بازسازی عمارت رکیب خانه و تبدیل آن به کاخ چهارباغ
- کاخ سلیمانیه در کرج[۲]

او همچنین در ترویج محصولات ایران کوشش بسیار نموده است؛ از آن جمله قلمکار صدری و برنج صدری از یادگارهای او هستند.

## شجره‌نامه
شجره‌نامهٔ خاندان صدر توسط حاج محمدحسین صدری (خان بابا)، پسر حاج علی‌اکبر خان صدرالدوله، پسر حاج محمدحسین خان صدرالدوله، پسر محمدابراهیم خان ناظرالدوله، پسر حاج محمدحسین خان نظام‌الدوله گردآوری گردیده است.

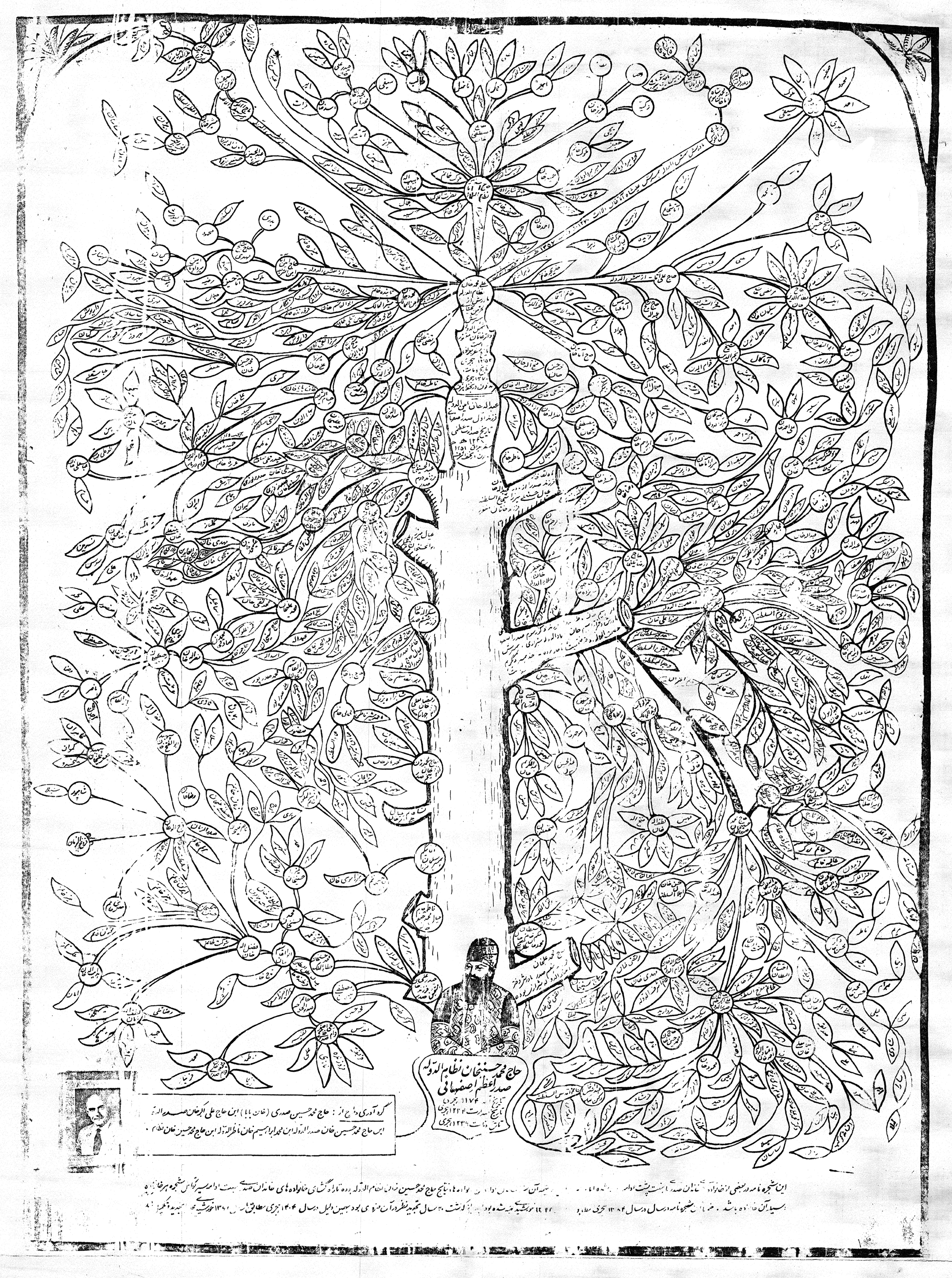
شجره‌نامه